# Holländaren
Holländaren kallas en transportbåt som under 1700-talet fraktade mäktiga och betydelsefulla personer, kurirer, brev eller order. Båtens ursprungliga namn är okänt. Idag är Holländaren ett vrak som ligger på 40 meters djup i Östersjön, 18 kilometer söder om Trelleborg. Fartyget har varit en enmastad jakt, byggd av ekträ och med kravellteknik. Den var cirka 30 meter lång och 6–7 meter bred. Vraket hittades i slutet av 1980-talet.

## Vrakets status
Skåne museum har anordnat marinarkeologiska uppdrag emellanåt för att bibehålla vrakets status genom uppmätningar, hösten 2010 engagerades en sådan grupp för dykningar vid Holländaren. När vraket upptäcktes på 1980-talet uppges det ha varit skrovhelt och välbevarat.
Aktern har blivit skadad av ett trålspår. Cirka 20 meter från vraket ligger två eller tre kanoner. Masten står i sitt ursprungliga läge, men endast cirka tre meter återstår. Riggen ligger längs babords utsida. Bara en liten del av däcket är bevarat och i köksdelen ligger sotiga murstenar kvar efter en vedeldad spis. En fastklämd gummislang som påträffades på styrbordsidan, ungefär på vrakets mitt, har förmodligen använts av vrakplundrare som med tryckluft försökt få bort sediment från upphittade värdeföremål. Däcket har brutits upp och skeppet har blivit svårt skadat av hänsynslösa dykare och av passerande fisketrålar. 
Skeppet hade en ålder av cirka 15–20 år när det förliste, en uppskattning som gjorts utifrån synligt slitage, föremål och reparationer.

## Upphittade föremål
Man har funnit skärvor av fajans, yngre rödgods och av porslin (Qian long). Porslinsskärvan som är kinesiskt Qian long (även kallat "kompaniporslin") kan dateras till 1700-1750. Fajansskärvan kan endast grovdateras till 1700-talet och med proveniens till Republiken Förenade Nederländerna och Tyskland. En större mängd spannmål hittades bland lösa träplankor, vilket antyder att det förvarats i laggade tunnor. Bland fynden finns även enkelblock och jungfrur.

## Skeppsklockan
Klockgjutaren Jan Crans var född i Amsterdam år 1670 och var verksam där som gjutare (göt även t.ex. kanoner) slutet av 1600-talet och framåt. Han avled i samma stad år 1739. Skeppsklockan som bärgats från Holländaren har en inskription på latin som lyder; Jan Crans me fecit i Amsterdam Anno 1709, i översättning blir det Jan Crans gjorde mig i Amsterdam år 1709. Depesch kommer av franskans De`pecher som betyder skynda. I det här sammanhanget använder man det som ett ord för ett brev som skyndsamt ska transporteras från ett ställe till ett annat. Skeppsklockan finns uppställd på Malmö Museum och har medverkat i en utställning på Koggmuseet i Malmö.

## Historia
Genom dendrodatering och proveniens har man kommit fram till att virket tidigast avverkats runt 1690-talet, samt att det härstammar från Rhenlandet. Dateringen och proveniensen på virket stämmer bra med uppgifterna på skeppsklockan (upptagen av sportdykare i slutet av 1980-talet och finns idag på Malmö Museum). Inskriptionen på skeppsklockan anger året 1709 samt staden Amsterdam. Då Rhenlandet var ett vanligt upptagningsområdet av virke till de holländska skeppsvarven kan det nog med ganska stor säkerhet fastställas att Amsterdam var platsen där skeppet byggdes och att året var 1709.